# 骨髄移植

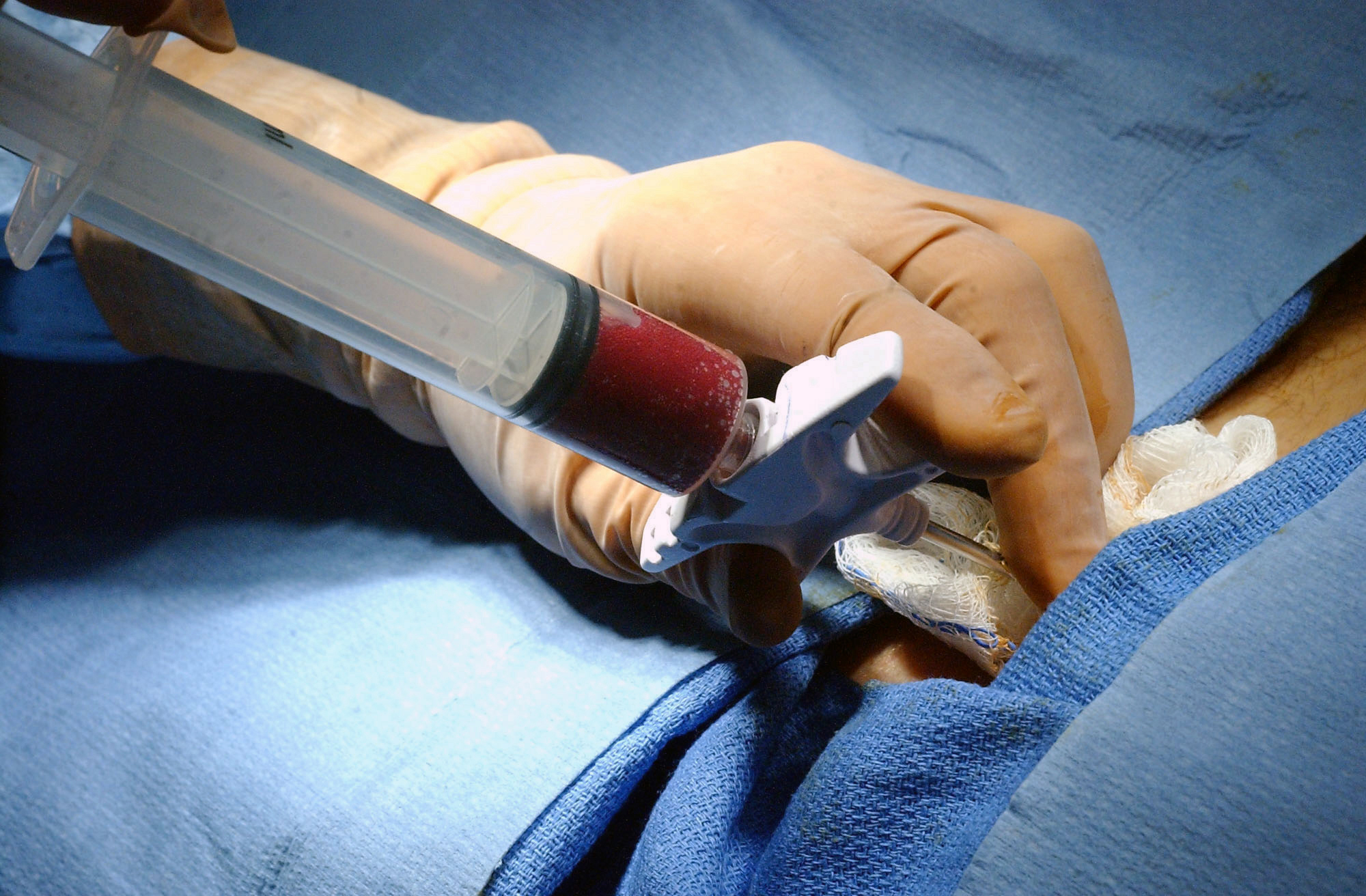
ドナーからの骨髄液採取、腸骨からの採取である。ただし写真はアメリカにおける事例である。通常は全身麻酔で行われる

骨髄移植（こつずいいしょく、英: Bone marrow transplantation, BMT）は、白血病や再生不良性貧血などの血液難病の患者に、提供者（ドナー）の正常な骨髄細胞を静脈内に注入して移植する治療である。骨髄移植に用いられる造血幹細胞は、末梢血からの回収PBSCTや臍帯血など、骨髄以外にも入手方法が多様化しているので、造血幹細胞移植と総称される。
免疫不全疾患、遺伝子異常による代謝異常疾患の患者に試みられる事もある。

## 適合性
骨髄移植を行う場合、ドナーと移植対象患者との間で、白血球の血液型であるHLAが適合しなければならない。
適合しない骨髄液を移植した場合、拒絶反応、GVHD（移植片対宿主病）が起きる。
HLA型が適合して移植が可能になる確率は、同父母の兄弟姉妹間で25％、非血縁者間では数百～数万分の1といわれている。
HLA型は両親から半分ずつ遺伝する為、通常親子間では適合しないが、全くの非血縁者よりは適合の可能性は高いとされる。
血縁者にドナーが見つからない場合は、骨髄バンクなどを介して非血縁者間移植も行われる。
かつては自己骨髄を保存しておいて使用する自家移植を行う場合もあったが、現在は後述する自己末梢血幹細胞移植（PBSCT）が主流になっている。
ただしHLA型は、医学的に判明している遺伝子情報の一部であり、たとえ親子や兄弟関係でHLA型が適合していてもGVHDは発生する可能性がある。

## 手順
移植に先立って、患者の造血組織および腫瘍化した細胞を根絶するため、致死量を超える大量の抗がん剤投与および放射線照射が行われる。
これを前処置といい、患者の造血機能を完全に破壊する為、その後必ず移植を行わないと患者は死亡してしまう。
その上で、ドナーの骨髄液（造血幹細胞）を静脈から注入する。
移植といっても、前述の通り正常な骨髄細胞を静脈内に注入する治療法を指し、手術的処置を行うものではない。順調にいけば2週間ほどで輸注したドナーの造血幹細胞が生着し正常な血液を造り出すようになる。重度のGVHD（移植片対宿主病）が起これば生命に関わるが、適度であれば残存する腫瘍細胞をも攻撃し再発の可能性は低くなるので、免疫抑制の加減が重要である。全てが順調であれば移植後3ヶ月ほどで退院可能となる。が、移植自体が成功しても、病気の再発、または合併症で生命の危険にさらされる場合も多い。また、現在では患者の造血機能を完全に破壊しなくてもドナーの造血幹細胞が拒絶されないだけの免疫抑制をかければ移植された造血幹細胞は生着することが分かってきたので、いわゆる「ミニ移植」も行われるようになり、従来移植適応ではなかった患者にも移植が行われるようになってきている。

## 移植による血液型の変化
ABO式血液型が異なるドナーから骨髄移植を受けた場合、移植された造血幹細胞が血液を造り出すようになるため、最終的にはドナーと同じABO式血液型になる。また、血液細胞の染色体、DNAもドナー由来のものに変わる。これは、骨髄移植で重要となる白血球の血液型「HLA型」と赤血球の血液型である「ABO式」には関係性がなく、移植にABO式血液型の一致は（必ずしも）必要ないために起きる。

## 後遺症とその課題
移植の前処置で致死量を超える大量の抗ガン剤投与と放射線照射を行う為、後遺症として、小児の場合は成長障害、また男女とも極めて高い確率で永久的な不妊となることが知られている。かつては「不治の病」とされた血液難病の患者も造血幹細胞移植により治癒するケースが多くなった現在では、ただ生命を救うだけでなく、その後のQOLも重視すべきだと考えられるようになっている。不妊の問題に関しては、男性患者の場合は移植前に精子採取・凍結保存が可能である。また女性患者の場合、前処置の放射線照射の際卵巣を遮蔽する方法や、従来困難とされてきた未受精卵凍結保存も近年可能となった（ただし、移植治療を受けた女性患者が回復後に凍結未受精卵により妊娠・出産する可能性は不明）。患者の生きる希望を繋ぐためにも何らかの形で生殖能力を残すことの重要性が訴えられている。しかし、現実にはその猶予もなく治療を優先せざるを得ないケースも多い。
また、移植後に発症するGVHD（移植片対宿主病）も、生命およびQOLに影響する。GVHDに対する治療は必ずしも有効でなく、障害として持続もしくは増悪するケースもみられる。少なからず、痛みや就業などの深刻な問題となる場合がある。その他にも、骨髄移植の結果、ドナーが持っていたアレルギーをレシピエントが移植後に発症する場合もあることも確認された。

## 自己末梢血幹細胞移植（PBSCT）
通常、末梢血（体内の普通の血管内を流れる血液）には造血幹細胞はほとんど含まれていないが、造血因子を投与すると移植に行うのに十分な幹細胞を確保できる。一部の急性白血病の場合、この方法により末梢血から自らの白血病細胞に冒されていない正常な造血幹細胞を採取・保存し、自家移植が可能な場合もある。
健常人ドナーの年齢基準は、血縁ドナーの場合18～60歳、非血縁の場合20～55歳。
ドナーから末梢血幹細胞を動員する場合、顆粒球コロニー刺激因子を投与する。この際、骨痛が起きることもある。
アフェレーシスによる採取血液量は150～250 (上限は300) ml/kgであり、抗凝固剤によるクエン酸中毒(低カルシウム血症)に注意する。
採取細胞の目標数は通常、2×10＾6/kg(レシピエント体重)のCD34陽性細胞が必要である。

## 同種末梢血幹細胞移植
ドナーに造血因子を投与することにより、従来の全身麻酔による骨髄採取ではなく、通常の成分献血と同様の方法で造血幹細胞を採取・移植も可能となっている。

## その他
- 自分の骨髄細胞を筋肉注射することで、閉塞性動脈硬化症の治療が行われている。骨髄中の血管内皮幹細胞の分化や血管新生ホルモン（VEGFなど）の産生が関与すると考えられ、心筋梗塞や脳梗塞への応用も考えられている。
- 放射線被曝をした被曝患者への、現在とりうる最も有効な治療法でもある。もともと、骨髄移植は放射線障害への対処のために発案されたものである。
- 非常に合併症や後遺障害のリスクが高い治療法であるので、QOLに配慮したインフォームド・コンセントが重要である。
- 日本における骨髄移植のドナー登録は、54歳までの年齢制限がある。当然ながら海外では年齢制限が異なる。